# Txikuratxki
El Txikuratxki (en rus: Чикурачки ; en japonès:千倉岳, Chikura-dake) és, amb 1.816 msnm, el volcà més alt de l'illa Paramuixir, al nord de les illes Kurils. En realitat és un con volcànic relativament petit construït sobre un gran con volcànic del Plistocè. Els dipòsits d'escòries andesítiques oxidades que cobreixen la part superior del con jove li donen un color vermell característic. Les colades de lava del Txikuratxki van arribar fins al mar, on van formar caps a la costa nord-oest. Diverses colades de lava joves emergeixen de sota la capa d'escòria al flanc oriental del volcà. Són nombroses les erupcions documentades en temps històrics, la darrera d'elles el 2016.